# Paragould
Paragould – miasto w Stanach Zjednoczonych, w stanie Arkansas, siedziba administracyjna hrabstwa Greene.